# 西南鎮區 (密蘇里州巴頓縣)
西南鎮區（英語：South West Township）是位於美國密蘇里州巴頓縣的一個行政鎮區。

## 地方資料
西南鎮區的面積為134.77平方千米，當中陸地面積為134.10平方千米，而水域面積為0.67平方千米。根據2020年美國人口普查的數據，當地共有人口563人，而人口密度為每平方千米4.18人。